# Lepturinae
Lepturinae là một phân họ bọ cánh cứng trong họ Cerambycidae, bao gồm 100 chi phân bố toàn cầu, và đa dạng nhất ở bắc bán cầu. Trước đây phân họ Necydalinae nằm trong phân họ Lepturinae, nhưng hiện đã tách thành một phân họ riêng. 

## Các tông và chi
Lepturinae bao gồm các chi sau:Bản mẫu:Check

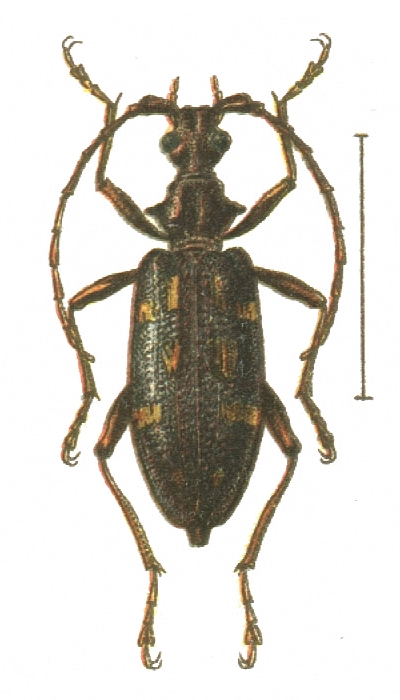
Xylosteus spinolae

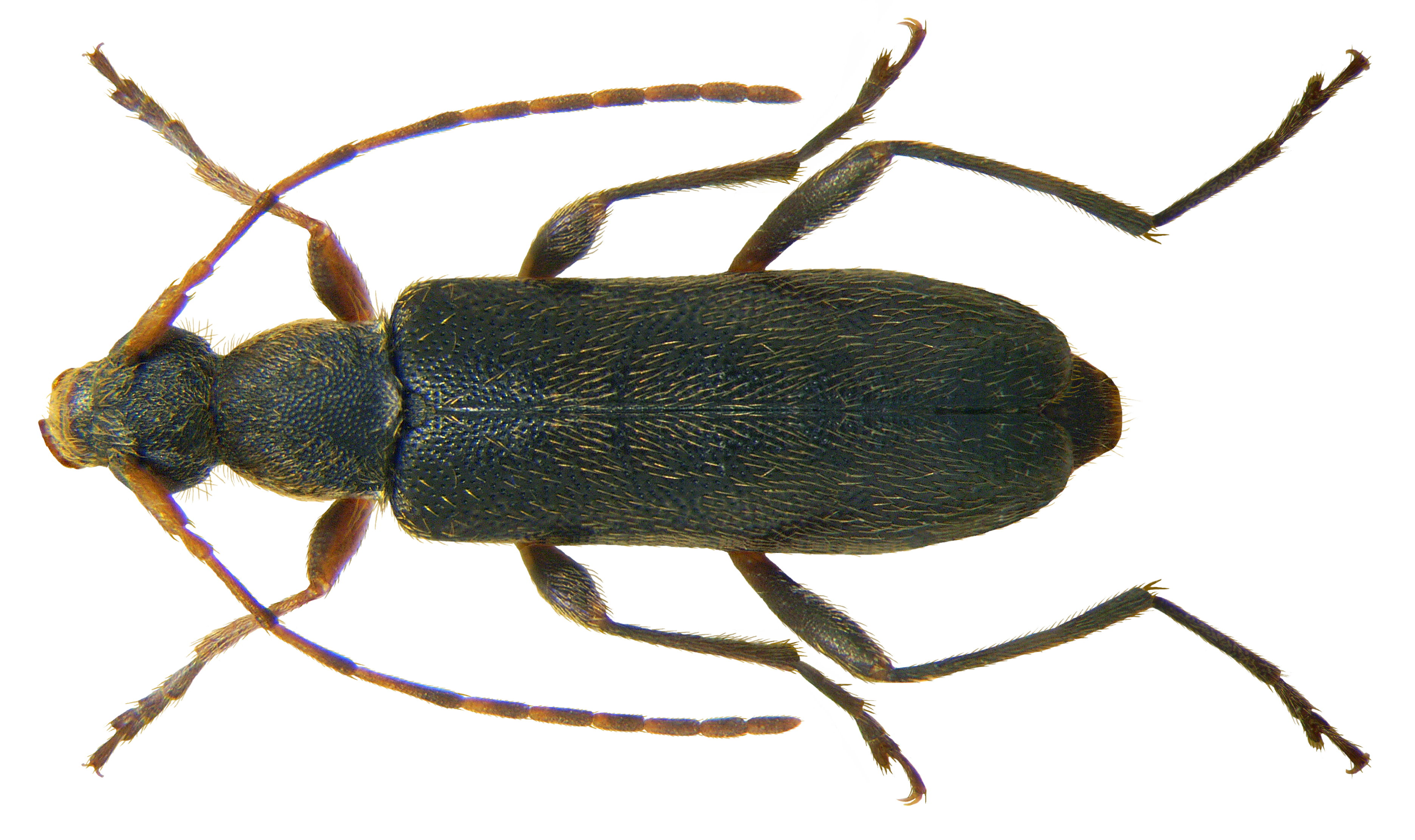
Grammoptera ruficornis

| Tông Desmocerini: - Desmocerus Tông Encyclopini: - Encyclops - Leptalia - Pyrotrichus Tông Rhagiini (bao gồm Oxymirini, Rhamnusiini): - Acmaeops - Acmaeopsoides - Akimerus - Anisorus - Anthophylax - Brachysomida - Brachyta - ComacmaeopsBản mẫu:Check - Dinoptera - Enoploderes - Evodinus - Fallacia - Gaurotes - Gaurotina - GnathacmaeopsBản mẫu:Check - Heffernia - Lemula - Macropidonia - Metacmaeops - Neanthophylax - Neorhamnusium - Oxymirus - Pachyta - Pachytella - Pidonia - Piodes - Pseudogaurotina - Pseudosieversia - Rhagium - Rhamnusium - Rhondia - Sinopidonia - Sivana - Stenocorus - Taiwanocarilia - Tomentgaurotes - Toxotinus - Xenoleptura - Xenophyrama Tông Xylosteini: - Caraphia - Formosotoxotus - Leptorhabdium - Noctileptura - Palaeoxylosteus - Pseudoxylosteus - Xylosteus | Tông Lepturini: - Acanthoptura - Alosternida - Analeptura - Anastrangalia - Anoplodera - Anoploderomorpha - Asilaris - Batesiata - Bellamira - Brachyleptura - Carlandrea - Cerrostrangalia - Charisalia - Chontalia - Choriolaus - Corennys - Cornumutila - CosmosaliaBản mẫu:Check - Cribroleptura - Cyphonotida - Dokhtouroffia - Dorcasina - Elacomia - Ephies - Etorofus - Eurylemma - Euryptera - Eustrangalis - Formosopyrrhona - Fortuneleptura - Gnathostrangalia - Grammoptera - Hayashiella - Idiopidonia - Idiostrangalia - Ischnostrangalis - Japanostrangalia - Judolia - Judolidia - Kanekoa - Katarinia - Kirgizobia - Konoa - Leptochoriolaus - Leptostrangalia - Leptura - Lepturalia - Lepturobosca - Lepturopsis - Lycidocerus - Lycochoriolaus - Lycomorphoides - Lygistopteroides - Macrochoriolaus - Macroleptura - Megachoriolaus - Meloemorpha - Metalloleptura - Metastrangalis | - Mimiptera - Mimostrangalia - Mordellistenomimus - Munamizoa - Nakanea - Nanostrangalia - Nemognathomimus - NeoalosternaBản mẫu:Check - Neobellamira - Neoleptura - Neopiciella - Nivellia - Nivelliomorpha - Noona - Nustera - Ocalemia - Oedecnema - Ohbayashia - Orthochoriolaus - Ortholeptura - Pachypidonia - Pachytodes - Papuleptura - Paracorymbia - Paranaspia - Paraocalemia - Parastrangalis - Pedostrangalia - Platerosida - Pseudallosterna - Pseudoparanaspia - Pseudophistomis - Pseudostrangalia - Pseudotypocerus - Pseudovadonia - Pygoleptura - Pygostrangalia - Pyrocalymma - Pyrrhona - Rapuzziana - Rutpela - Saligranta - Sinostrangalis - Stenelytrana - Stenoleptura - Stenostrophia - Stenurella - Stictoleptura - Strangalepta - Strangalia - Strangalidium - Strangaliella - Strangalomorpha - Strophiona - Trachysida - Trigonarthris - Trypogeus - Typocerus - Vadonia - Xestoleptura |

Incertae sedis:
- Centrodera (Rhagiini hay Xylosteini?)
- Cortodera (Lepturini hay Rhagiini?)
- Grammoptera (Lepturini hay Rhagiini?)
- Houzhenzia
- Sachalinobia (Rhagiini hay tông riêng biệt Sachalinobiini?)
- Teledapus (tông riêng biệt Teledapini?)

## Hình ảnh

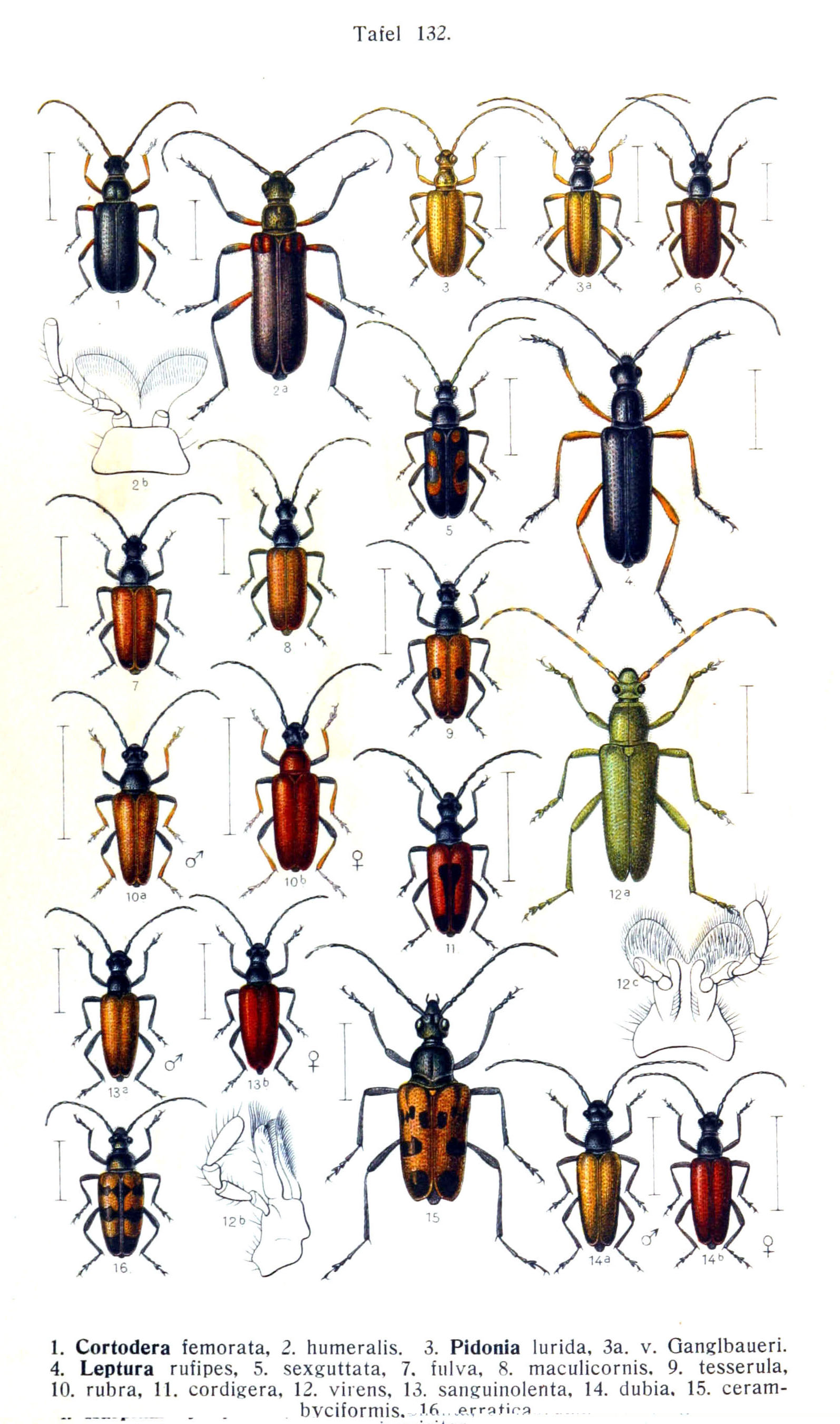
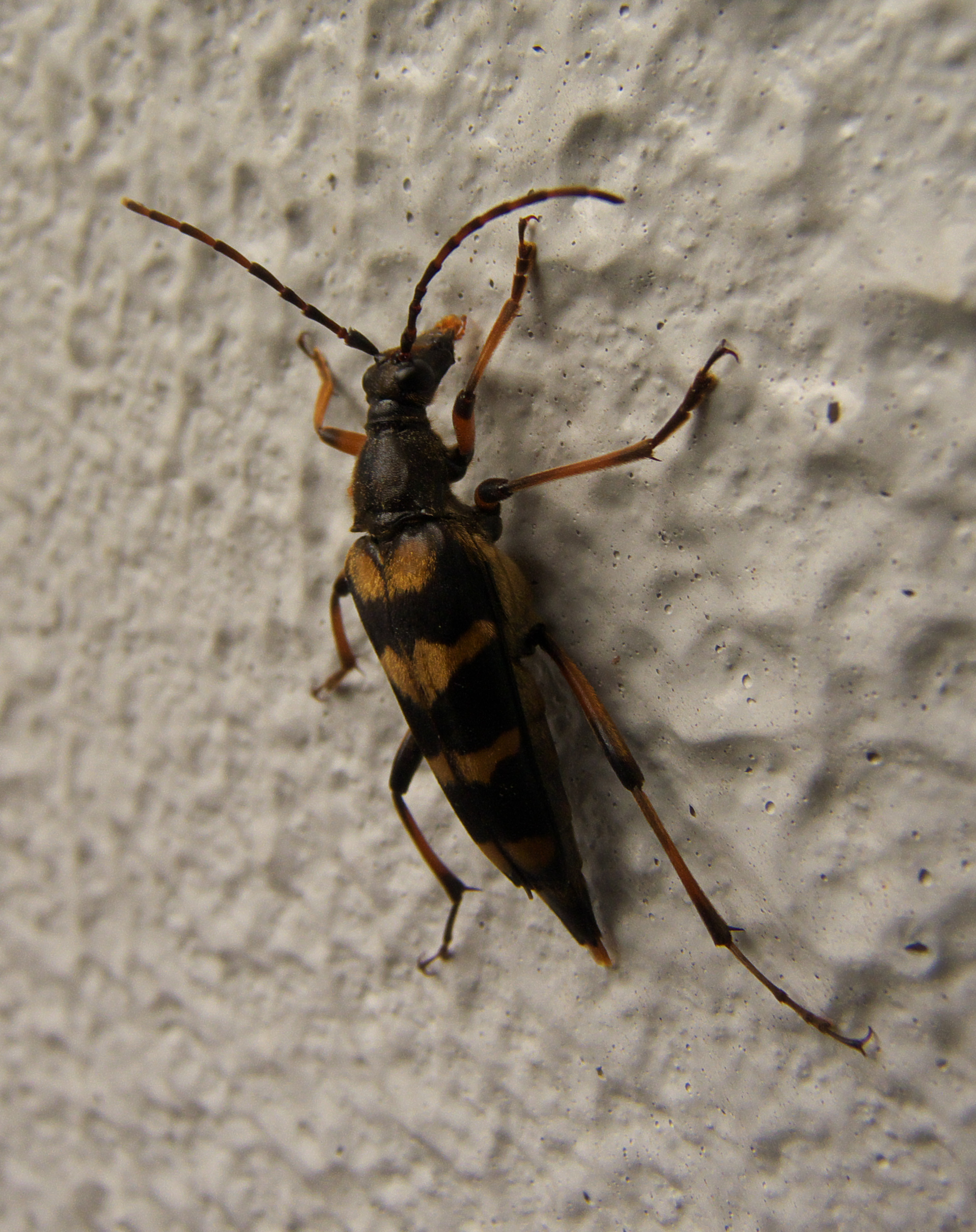
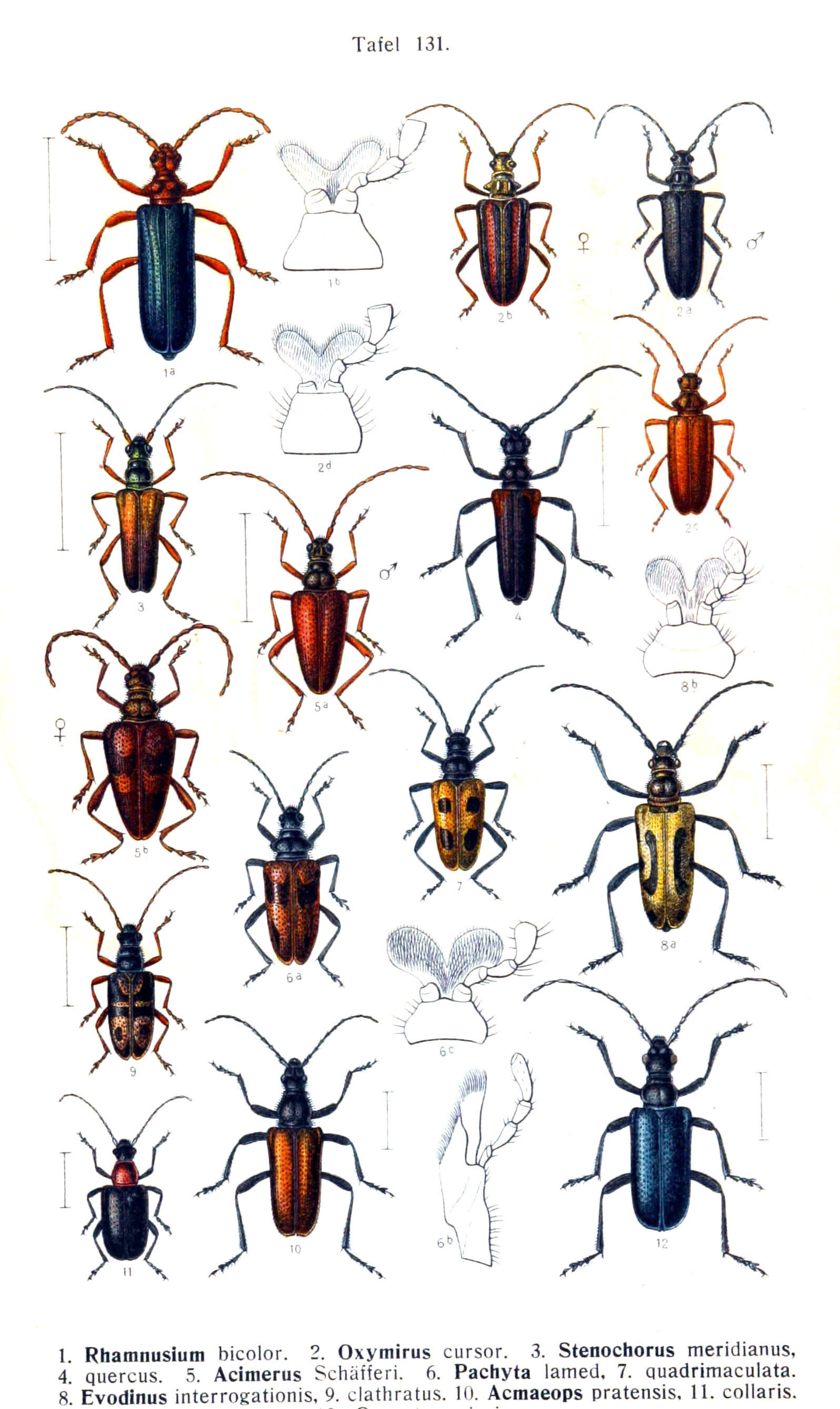
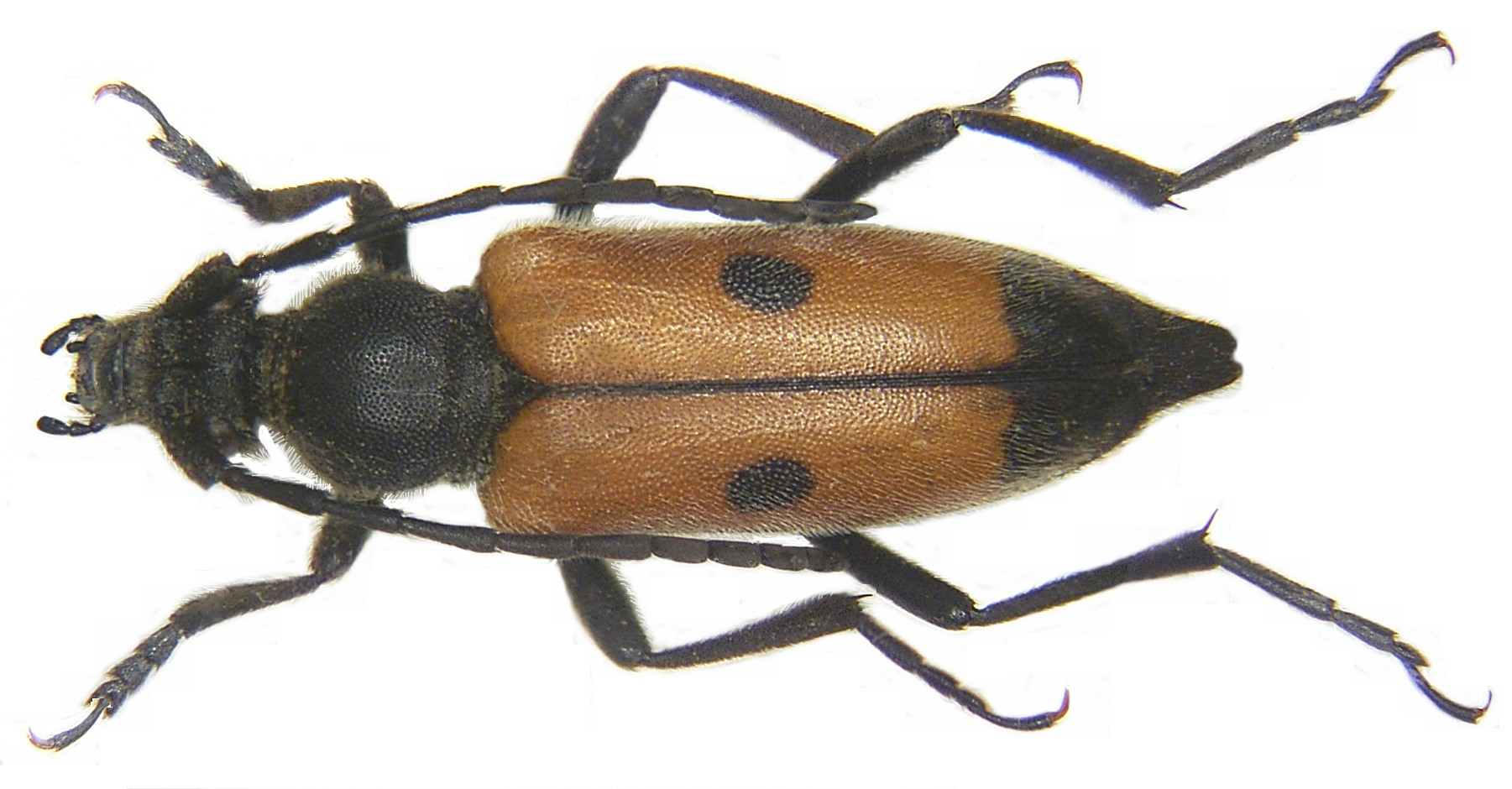